# Higashikurume

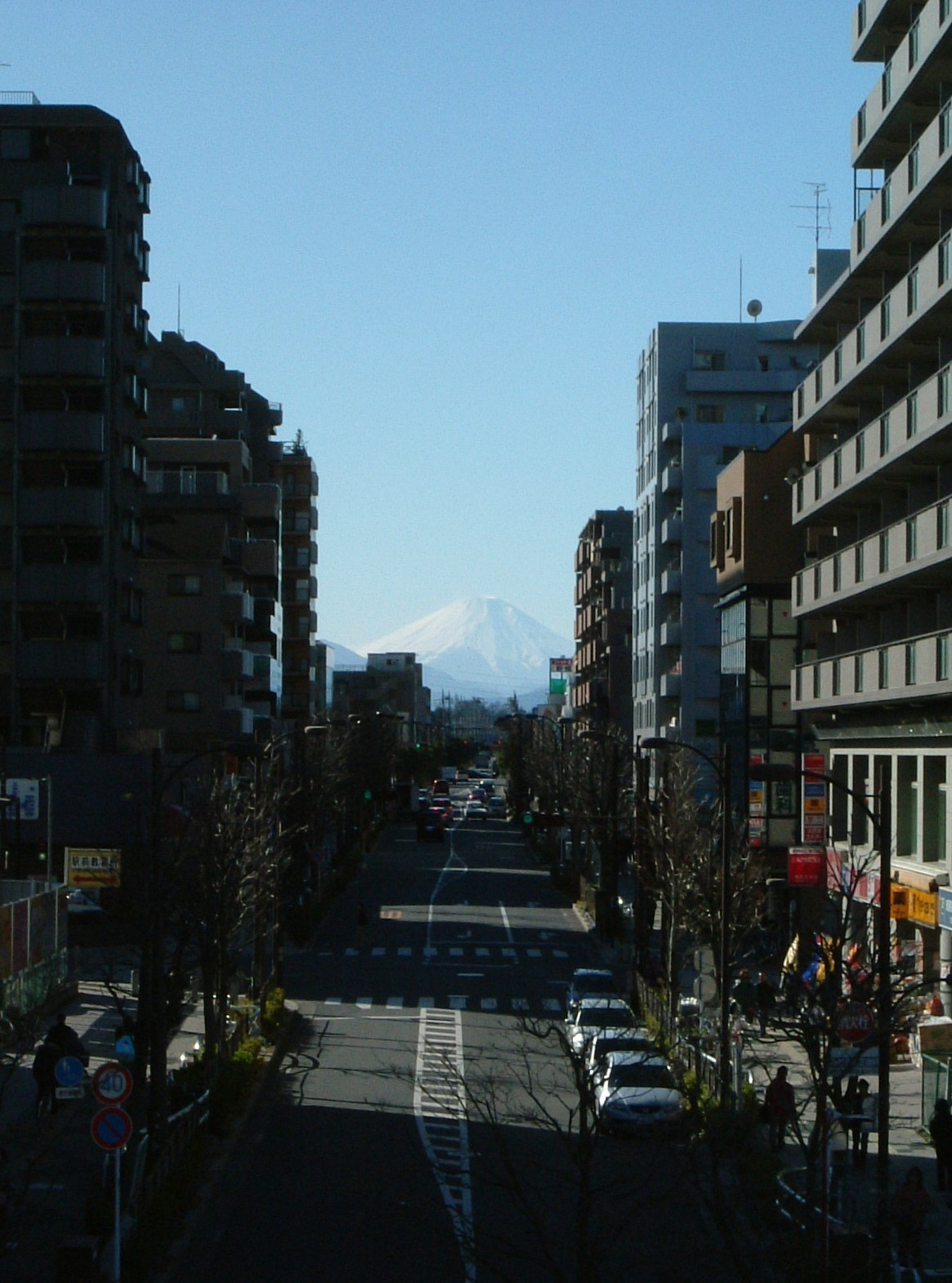

Higashikurume (東久留米市 -shi) é uma cidade japonesa localizada na província de Tóquio.
Em 2003, a cidade tinha uma população estimada em 113 809 habitantes e uma densidade populacional de 8 808,75 h/km². Tem uma área total de 12,92 km².
Recebeu o estatuto de cidade a 1 de Outubro de 1970.